# Rédics
Rédics est un village et une commune du comitat de Zala en Hongrie.

## Histoire

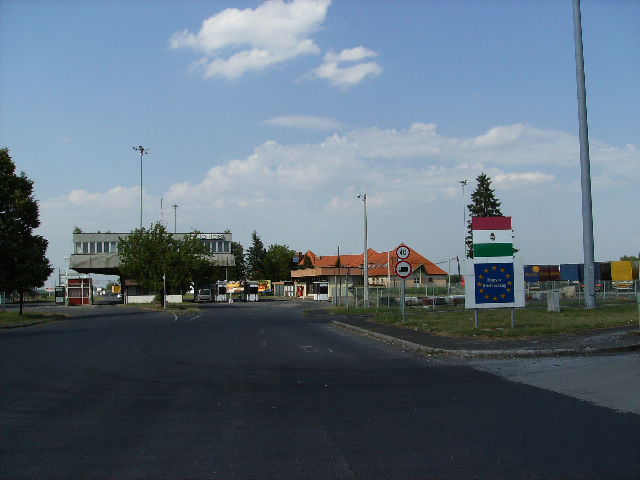
Le poste-frontière